# Refugium Ten Duinen

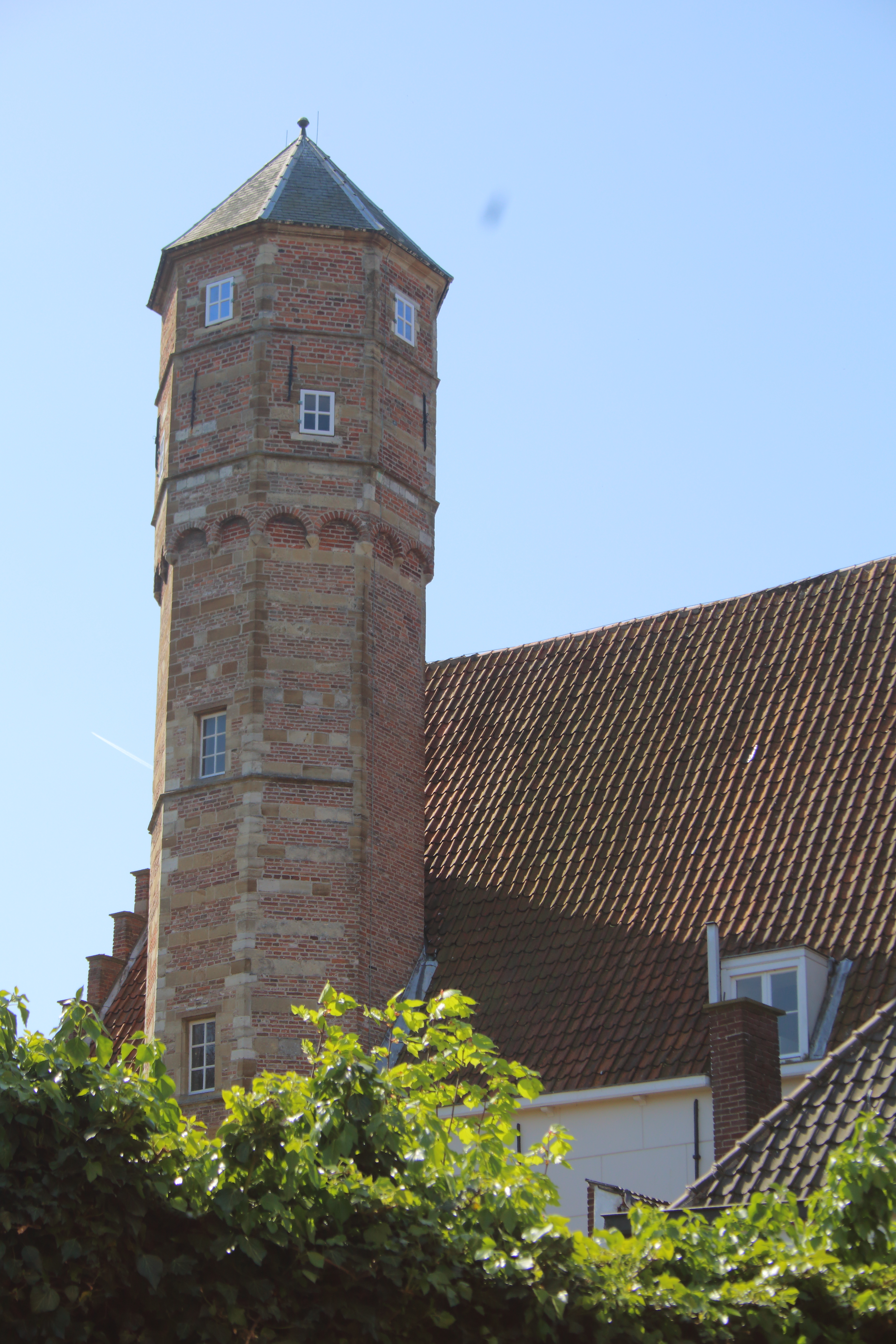
Het refugium

Refugium Ten Duinen is een historisch gebouw dat gelegen is aan Steenstraat in Hulst. Het was aanvankelijk in de tweede helft van de zestiende eeuw gebouwd als het huis van de schout van Hulst. Later werd het refugiehuis van de Abdij Onze-Lieve-Vrouw Ten Duinen. Het verving een eerder refugiehuis dat zich aan de Potterstraat bevond. Het hoge stenen huis is onderkelderd. In 1645 werd het door de protestantse machthebbers geconfisqueerd. Omdat het in bezit kwam van de prins van Oranje werd het daarna het Princenhuys genoemd. Omstreeks 1800 was het particulier bezit en werd het een jeneverstokerij. Later was er een rooms katholiek jongenspatronaat in gevestigd. Van 1979 tot 2022 was er het streekmuseum Museum Hulst. De bepleistering van de gevel dateert van 1860.

## Afbeeldingen

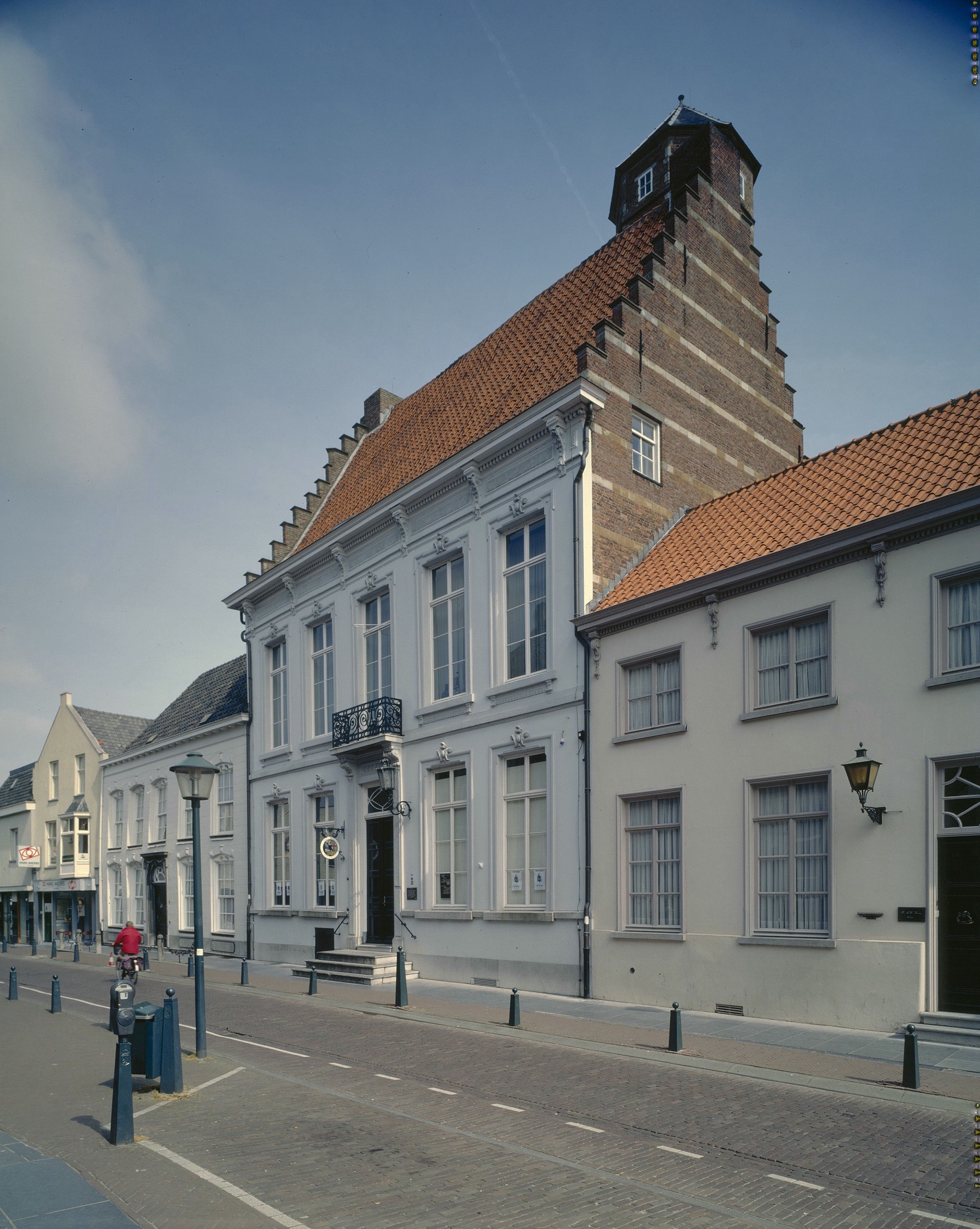
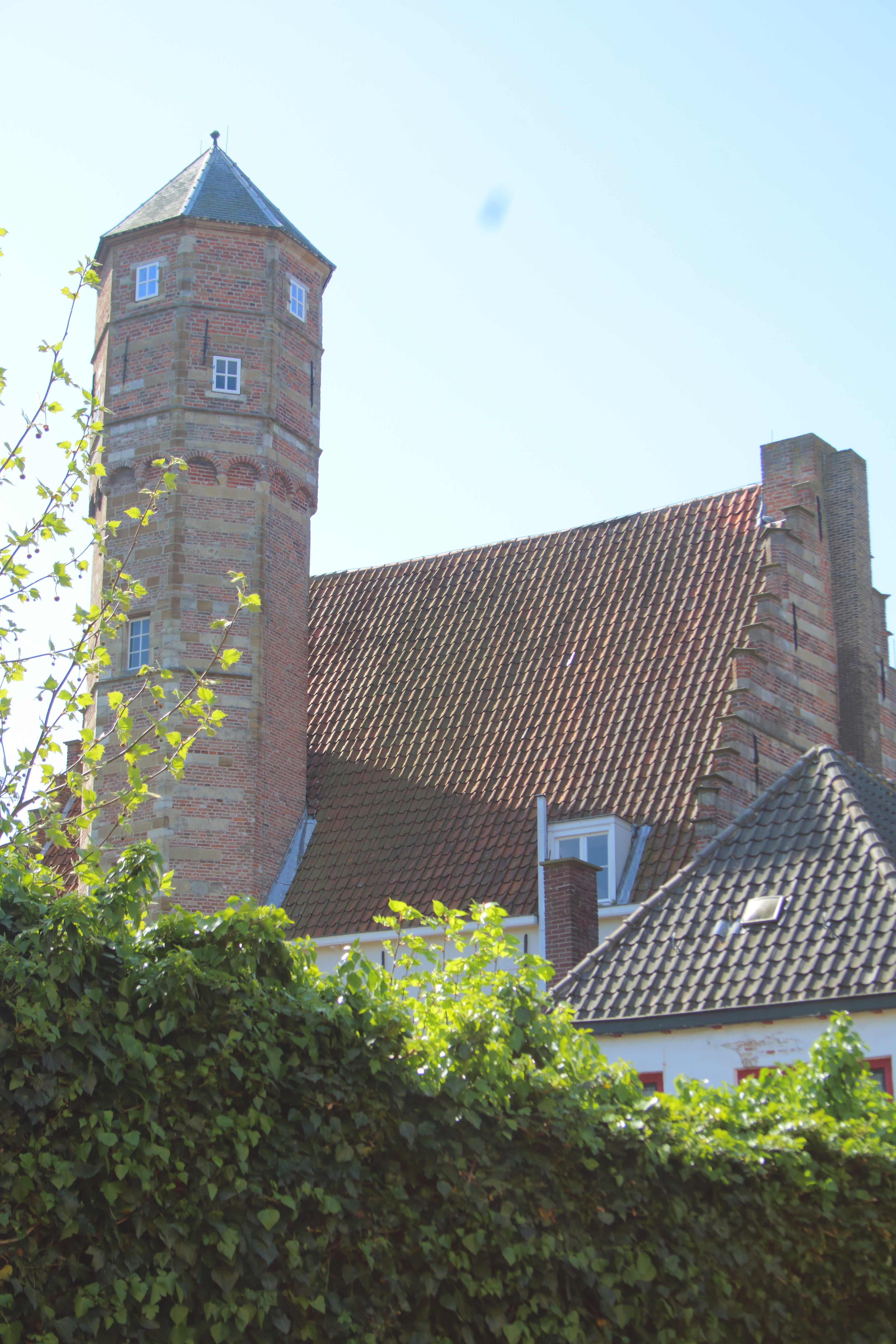